# Radikal 128
Radikal 128 mit der Bedeutung „Ohr“ ist eines von 29 der 214 traditionellen Radikale der chinesischen Schrift, die mit sechs Strichen geschrieben werden.  
Mit 26 Zeichenverbindungen in Mathews’ Chinese-English Dictionary gibt es relativ wenige Schriftzeichen, die unter diesem Radikal im Lexikon zu finden sind.
Das Radikal „Ohr“ nimmt nur in der Langzeichen-Liste traditioneller Radikale, die aus 214 Radikalen besteht, die 128. Position ein. In modernen Kurzzeichen-Wörterbüchern kann es sich an ganz anderer Stelle finden. Im Neuen chinesisch-deutschen Wörterbuch aus der Volksrepublik China steht es zum Beispiel an 163. Stelle.
Entstanden ist 耳 aus dem Abbild eines menschlichen Ohres, was in der Orakelschrift-Form gut zu erkennen ist. Als Sinnträger stellt 耳 seine Zeichen in den Zusammenhang hören und Ohr wie zum Beispiel 取 (qu = holen, nehmen), das aus dem Ohr und der Hand (又 you) besteht und dessen Ur-Sinn „Ohren abschneiden“ ist. Ein großes Ohr hat ein eigenes Zeichen, das sich aus 耳 und 大 (da = groß) zusammensetzt: 耷 (da = großes Ohr). Dies ist sowohl ein kombiniertes wie auch ein piktophonetisches Zeichen mit 大 sowohl als Sinn wie auch als Lautträger.
耳 ist Sinnträger in etlichen piktophonetischen Zeichen wie 盯聍 (dingning = Ohrenschmalz). In 闻 (wen = hören) fungiert das Ohr 耳 ebenfalls als Sinn, die Tür 门 (men) als Lautträger. In 聋 (long = taub) ist der Drache (龙 long) Laut- und das Ohr natürlich Sinnträger. 聆 (= lauschen) mit 令 (ling) als Lautträger, 聱 (in: 佶屈聱牙 = zungenbrecherisch, für Chinesen eher ohrenbrecherisch) mit 敖 (ao) als Lautträger. Alle diese Zeichen haben letztlich mit dem Hören zu tun.
耳 tritt jedoch auch als Lautträger auf, zum Beispiel in 洱 (er in: 普洱茶 Pu'ercha, eine Teesorte), 珥 (er = Perlenring), 铒 (er, das chemische Element Erbium). In 茸 in: 鹿茸 (Hirschgeweih-Sprosse) steht unten nicht das Ohr, wie man vielleicht meint, sondern 耳 als Rest von 聪 (cong), dessen rechter Teil (总) weggelassen wurde. Oben wurde ein Graskopf (艹) hinzugefügt. Der 聪 (cong)-Rest (耳) fungiert nun als Lautträger in 茸 (rng).
聪 allerdings hat auch mit dem Ohr zu tun: Es bedeutet Hörvermögen.

## Schriftzeichenverbindungen, die vom Radikal 128 regiert werden
| Striche | Zeichen                                         |
| ------- | ----------------------------------------------- |
| +0      | 耳                                              |
| +01     | 耴                                              |
| +02     | 耵                                              |
| +03     | 耶 耷                                           |
| +04     | 耸 耹 耺 耻 耼 耽 耾 耿 聀 聁 聂                |
| +05     | 聃 聄 聅 聆 聇 聈 聉 聊 聋 职 聍 聎 聏 聐 聑 聒 |
| +06     | 聓 联                                           |
| +07     | 聕 聖 聗 聘                                     |
| +08     | 聙 聚 聛 聜 聝 聞 聟 聠 聡 聢 聣                |
| +09     | 聤 聥 聦 聧 聨 聩 聪 聫                         |
| +10     | 聬 聭                                           |
| +11     | 聯 聰 聱 聲 聳 聴                               |
| +12     | 聮 聵 聶 職                                     |
| +13     | 聸                                              |
| +14     | 聹 聺 聻 聼                                     |
| +16     | 聽 聾                                           |

 Im Unicodeblock Kangxi-Radikale ist das Radikal 128 unter der Codepointnummer 12.159 (U+2F7F) codiert.